# زبان کاتالان

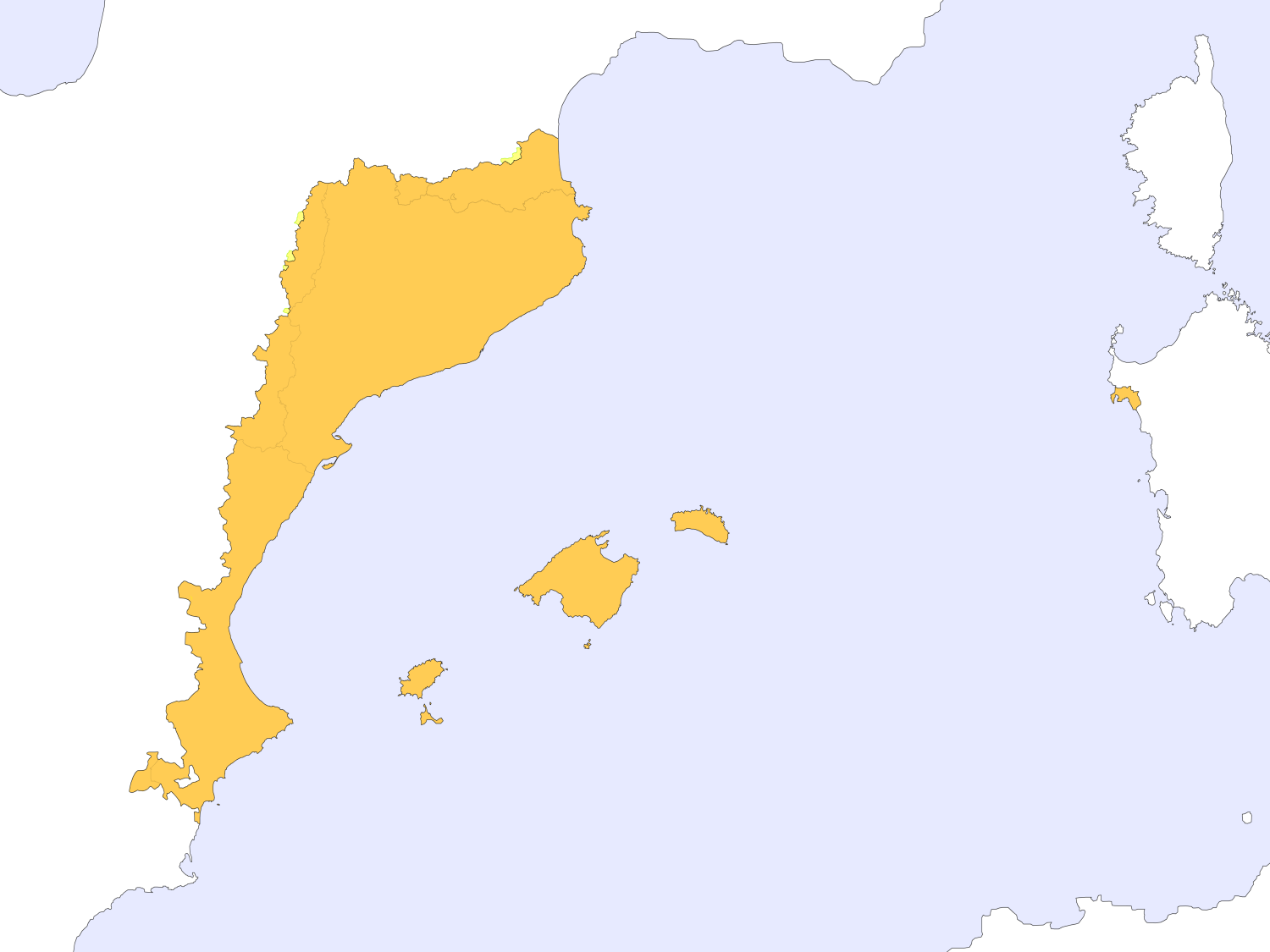
گسترهٔ زبان کاتالان در خاور اسپانیا.

زبان کاتالان، کاتالانی یا کاتالونیایی (به کاتالان: Català) زبانی رومی‌تبار است که زبان رسمی کشور آندورا و یکی از زبان‌های رسمی در سه بخش خودمختار کاتالونیا، والنسیا و جزایر بالئاری در شمال کشور اسپانیا به‌شمار می‌رود. این زبان در شهرستان آلگرو ایتالیا نیز وضعیت رسمی دارد. کاتالان همچنین در دپارتمان پیرنه-اورینتال فرانسه و دو منطقه لا فرانژا در آراگون و کارچه در مورسیا در شرق اسپانیا گفتگو می‌شود.
مجموع گویشوران کاتالان بیش از ۱۰ میلیون نفر برآورد می‌شود. کاتالان در قرون وسطی از لاتین عامیانه در شرق پیرنه پدید آمد. این زبان در قرن نوزدهم میلادی شاهد یک احیای ادبی بود که در اوایل دهه ۱۹۰۰ به اوج خود رسید. به مناطق کاتالان‌زبان سرزمین‌های کاتالان (Països Catalans) می‌گویند. کاتالان دارای دو گونه معیار است. یکی که بر پایه کاتالان مرکزی (گویش بارسلونا) است و سازمان پژوهش‌های کاتالان در کاتالونیا آن را تنظیم می‌کند و دیگری که بر پایه گویش والنسیایی (گویش والنسیا) است و آکادمی زبان والنسیایی آن را تنظیم می‌کنند

## نام
واژه کاتالان برگرفته از واژه کاتالونیا، نام منطقه‌ای که زبان در آن گفتگو می‌شود، است. برخی از زبان‌شناسان کاتالونیا (Catalunya) را از ریشه لاتین گاتیا لونیا (Gathia Launia) می‌دانند که از واژه گوتیا یا گاتیا آمده و به معنی «سرزمین گوت‌ها» است.
نام کاتالان (català) در گویش‌های شرقی این زبان به صورت کَتَلا و در گویش‌های غربی به صورت کاتالا است. در بخش خودمختار والنسیا و کارچه به این زبان والنسیایی (valencià) گفته می‌شود؛ بنابراین، نام «والنسیایی» اگرچه اغلب برای ارجاع به گویش‌های والنسیا و کارچه استفاده می‌شود، اما توسط والنسیایی‌ها به عنوان یک نام برای کل زبان و هم‌معنی با کاتالان استفاده می‌شود.

## تاریخ

نقشه زبانی جنوب غربی اروپا

### قرون وسطی
در قرن نهم، کاتالان در دو طرف انتهای شرقی پیرنه، و همچنین سرزمین‌های استان رومی هیسپانیا تاراکوننسیس در جنوب از لاتین عامیانه تکامل یافت. از قرن هشتم به بعد، کاتالان‌ها با دفع مسلمانان قلمرو خود را به سمت جنوب و غرب گسترش دادند و زبانشان را در آن مناطق گستردند. با جدایی شهرستان بارسلونا از امپراتوری کارولنژی در سال ۹۸۸، روند گسترش زبان کاتالان بیش از پیش تقویت شد.
در قرن یازدهم، تلمیع‌های لاتین این مناطق شروع به نشان دادن عناصر کاتالان کرد. کاتالان باستان اشتراکات بسیاری با گالی-رومی داشت و حاصل واگرایی از اکسیتان باستان بین قرن ۱۱ و ۱۴ بود.
در طول سده‌های ۱۱ و ۱۲ قلمرو حاکمان کاتالان تا شمال رود ایبرو گسترش یافت و آن‌ها در قرن سیزدهم سرزمین والنسیا و جزایر بالئاری را فتح کردند. شهر آلگرو در ساردینیا در قرن ۱۴ با جمعیت کاتالان‌زبان دوباره آباد شد. این زبان به مورسیا نیز رسید که در قرن پانزدهم اسپانیایی‌زبان شد.
در قرون وسطی، کاتالان دوران طلایی را پشت سر گذاشت و به اوج بلوغ و غنای فرهنگی رسید. برای نمونه می‌توان به کارهای همه‌چیزدان مایورکایی رامون یوی (۱۲۱۵–۱۳۱۵)، چهار تواریخ بزرگ (سده‌های ۱۳–۱۴) و مکتب شعر والنسیا اشاره کرد که توسط آوزیاز مارک (۱۴۵۹–۱۳۹۷) به اوج خود رسید. در قرن پانزدهم، شهر والنسیا به مرکز فرهنگی اجتماعی تاج‌وتخت آراگون تبدیل شد و کاتالان در سراسر جهان مدیترانه حضور داشت. در این دوره، شورای سلطنتی یک زبان کاملاً معیار شده را تبلیغ کرد. کاتالان در سیسیل تا قرن پانزدهم و در ساردینیا تا قرن هفدهم به عنوان زبان رسمی مورد استفاده قرار می‌گرفت. کوستا کارراس در این دوره کاتالان را «یکی از زبان‌های بزرگ اروپای قرون وسطی» می‌نامید.
رمان جوانمردانه تیرانت لو بلانک (۱۴۹۰) از مارتورل، گذر از ارزش‌های قرون وسطایی به دوران رنسانس را نشان می‌دهد، چیزی که در آثار میجه نیز دیده می‌شود. نخستین کتاب چاپ‌شده با روش چاپ سربی در شبه‌جزیره ایبری به زبان کاتالان بود. 

### آغاز دوران نوین
با اتحاد تاج‌های کاستیا و آراگون در سال ۱۴۷۹، استفاده از زبان اسپانیایی به تدریج از ارج بیشتری برخوردار شد و این آغاز روند زوال کاتالان بود. با آغاز سده ۱۶، ادبیات کاتالان تحت تأثیر زبان اسپانیایی قرار گرفت و ادیبان و مردم شهری دوزبانه شدند.
با پیمان پیرنه (۱۶۵۹)، اسپانیا قسمت شمالی کاتالونیا را به فرانسه واگذار کرد و به زودی پس از آن گونه‌های محلی کاتالان آن مناطق تحت تأثیر زبان فرانسوی قرار گرفتند که در سال ۱۷۰۰ تبدیل به تنها زبان رسمی منطقه شد.
اندکی پس از انقلاب فرانسه (۱۷۸۹)، جمهوری اول فرانسه استفاده رسمی از زبان‌های منطقه‌ای فرانسه، مانند کاتالان، آلزاسی، برتون، اکسیتان، فلامان و باسکی را ممنوع کرد و سیاست‌های تبعیض‌آمیزی را اعمال کرد.

### فرانسه: قرن نوزدهم تا بیستم

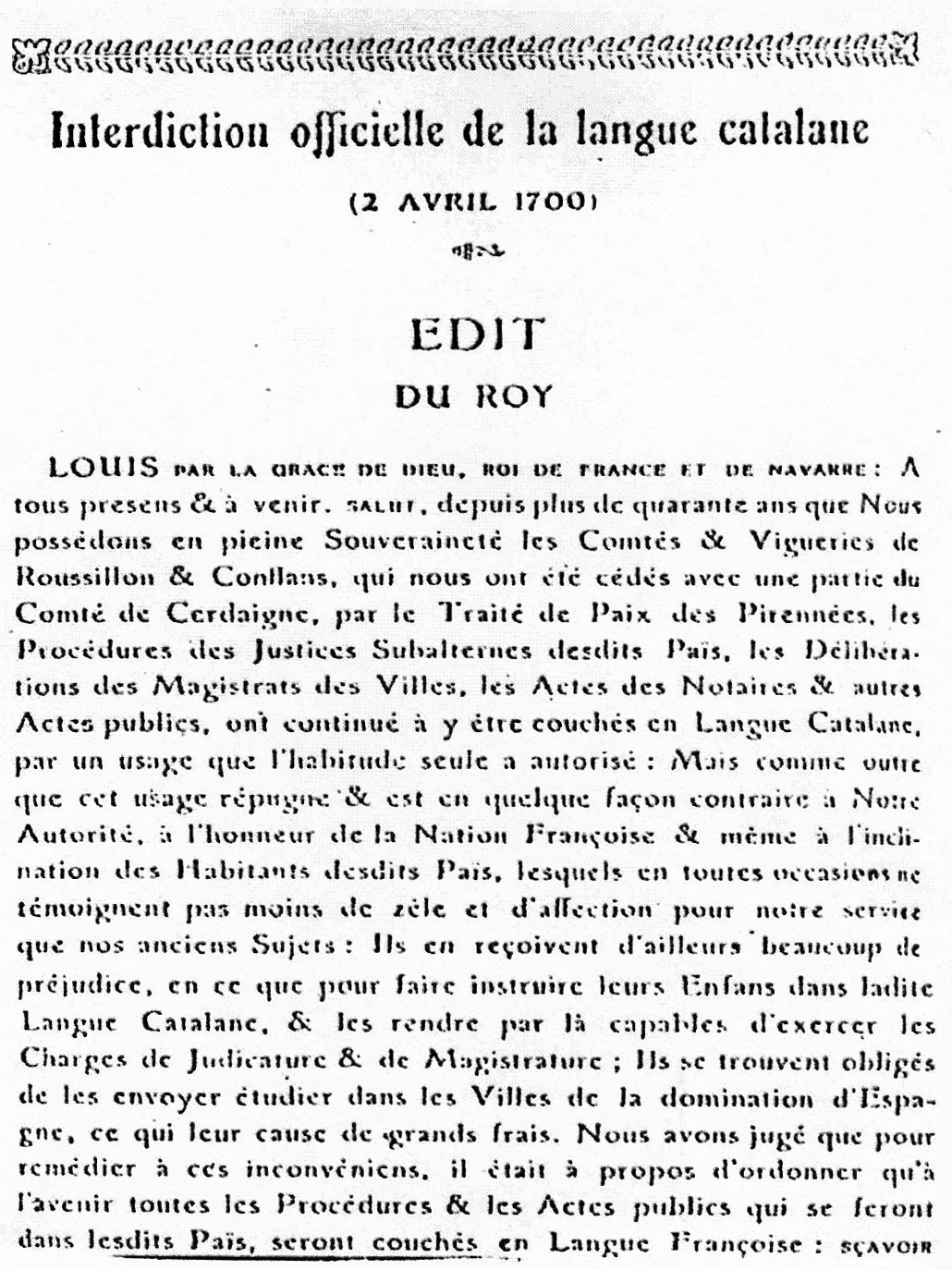
مصوبه رسمی ممنوعیت استفاده از زبان کاتالان در فرانسه

پس از تأسیس مستعمره الجزایر توسط فرانسه از سال ۱۸۳۰، این سرزمین چندین موج از مهاجران کاتالان‌زبان را پذیرفت. مردم استان آلیکانته اسپانیا در اطراف وهران ساکن شدند و الجزیره بیشتر از کاتالونیای شمالی و مینورکا مهاجر داشت. گویش آن‌ها به پاتوئت معروف بود. تا سال ۱۹۱۱ تعداد کاتالان‌زبانان الجزایر در حدود ۱۰۰٬۰۰۰ نفر بود. پس از اعلام استقلال الجزایر در سال ۱۹۶۲، تقریباً همه کاتالان‌زبانان به کاتالونای شمالی یا آلیکانته گریختند. 
دولت فرانسه فقط زبان فرانسه را به عنوان زبان رسمی کشور به رسمیت می‌شناسد. با این وجود، در ۱۰ دسامبر ۲۰۰۷، شورای عمومی پیرنه-اورینتال کاتالان را به عنوان یکی از زبان‌های این اداره به رسمیت شناخت و در صدد ارتقا بیشتر آن در زندگی عمومی و آموزش است.

### اسپانیا: قرن هجدهم تا بیستم
زوال کاتالان در قرن ۱۶ و ۱۷ ادامه یافت. شکست ائتلاف طرفدار هابسبورگ در جنگ جانشینی اسپانیا (۱۷۱۴) مجموعه‌ای از قوانین را آغاز کرد که در میان سایر اقدامات متمرکز، استفاده از زبان اسپانیایی را در اسناد قانونی در سراسر اسپانیا اجباری می‌کرد.
با این حال، قرن نوزدهم شاهد احیای ادبی کاتالان بود (رونسانس کاتالان یا Renaixença)، که تا به امروز ادامه داشته‌است. این دوره با قصیده به میهن (۱۸۳۳) از اریباو آغاز می‌شود. این روند در نیمه دوم قرن نوزدهم و اوایل قرن بیستم با کارهای ورداگر (شعر)، اولر (رمان رئالیستی) و گویمرا (درام) دنبال شد.
در قرن نوزدهم، منطقه کارچه، در استان مورسیا، با حضور کاتالان‌زبانان سرزمین والنسیا دوباره آباد شد. جمهوری دوم اسپانیا (۱۹۳۱ تا ۱۹۳۹) شاهد یک دوره آزادی کوتاه‌مدت برای کاتالان بود و بیشترین محدودیت‌ها در مورد آن برداشته شده بودند. علی‌رغم معیارسازی املایی در سال ۱۹۱۳ و وضعیت رسمی زبان در جمهوری دوم اسپانیا، در اسپانیای فرانکو استفاده از کاتالان در مدارس و در ادارات دولتی بین سال‌های ۱۹۳۹ و ۱۹۷۵ ممنوع بود.  با توجه به خواست فرانکو برای همگن بودن جمعیت اسپانیا، برخی از کاتالونیایی‌ها، که بیشتر از اعضای طبقه بالا بودند، آغاز به عدم استفاده از کاتالان کردند. مهاجرت‌های اسپانیایی‌زبانان در دهه ۱۹۵۰ از سایر مناطق اسپانیا به کاتالونیا نیز علاوه بر از دست دادن ارج کاتالان و ممنوعیت استفاده از آن در مدارس، به کاهش استفاده از این زبان کمک کرد. بیشتر این مهاجران از وجود زبان کاتالان بی‌اطلاع بودند و بنابراین نیازی به یادگیری یا استفاده از آن احساس نمی‌کردند. با وجود همه این سختی‌ها، کاتالان همچنان به صورت خصوصی در خانه‌ها مورد استفاده قرار گرفت و پس از پایان دیکتاتوری فرانکو توانست زنده بماند.

### امروزه
از زمان انتقال اسپانیا به دموکراسی (۱۹۷۵–۱۹۸۲)، کاتالان به عنوان یک زبان رسمی، در آموزش و رسانه‌های جمعی نهادینه شده‌است. همه این‌ها به افزایش ارج آن کمک کرده‌اند. در کاتالونیا، یک جامعه بزرگ غیردولتی چندزبانه وجود دارد. تدریس زبان کاتالان در همه مدارس اجباری است، اما استفاده از زبان اسپانیایی برای تحصیل در سامانه آموزش عمومی کاتالونیا در دو حالت ممکن است - اگر آموزگار تشخیص دهد یا در حین روند یادگیری یک یا چند دانش‌آموز مهاجر تازه‌وارد. همچنین تغییراتی میان‌نسلی به سمت کاتالان وجود دارد.
براساس آمار مؤسسه آماری کاتالونیا، در سال ۲۰۱۳ زبان کاتالان دومین رایج در کاتالونیا پس از اسپانیایی بود و ۴۷٫۵٪ از جمعیت اسپانیایی، ۳۶٫۴٪ کاتالان و ۷٪ هر دو زبان را زبان بومی خود می‌دانستند. در سال ۲۰۰۳، همان مطالعات نشان داد که هیچ ترجیحی برای شناسایی هویت در بین افراد بالای ۱۵ سال وجود ندارد: ۵٪ با هر دو زبان، ۴۴٫۳٪ با کاتالان و ۴۷٫۵ با اسپانیایی خود را معرفی می‌کردند. دولت خودمختار کاتالونیا برای ترویج استفاده از کاتالان، بخشی از بودجه سالانه خود را با نهادهایی مانند کنسرسیوم عادی‌سازی زبانی (Consorci per a la Normalització Lingüística) صرف ارتقا استفاده از کاتالان در کاتالونیا و سایر مناطق می‌کند.
در آندورا، کاتالان همیشه تنها زبان رسمی بوده‌است. از زمان ابلاغ قانون اساسی ۱۹۹۳ این کشور، چندین سیاست حامی کاتالان، مانند آموزش متوسط کاتالان، اجرا شده‌است.
از طرف دیگر، چندین فرایند تغییر زبان در حال حاضر در حال انجام است. در ناحیه کاتالونیای شمالی فرانسه، کاتالان همان روند سایر زبان‌های اقلیت فرانسه را دنبال کرده‌است، زیرا بیشتر گویشوران بومی آن ۶۰ سال یا بیشتر (از سال ۲۰۰۴) هستند. کاتالان به عنوان یک زبان خارجی توسط ۳۰٪ از دانش آموزان دوره ابتدایی و ۱۵٪ از دوره متوسطه تحصیل می‌شود. انجمن فرهنگی La Bressola شبکه‌ای از مدارس تحت مدیریت جامعه را به کاتالان ترویج می‌کند.
در استان آلیکانته، اسپانیایی و در آلگرو ایتالیایی در حال جایگزینی با کاتالان هستند. همچنین در بخش والنسیا، ایبیزا، و به میزان کمتری، در بقیه جزایر بالئاری دوزبان‌گونگی کاملاً ریشه‌ای وجود دارد.

## دسته‌بندی
زبان کاتالان را در شاخه اکسیتانو-رومی زبان‌های گالی-رومی است که خود از شاخه غربی گروه رومی زبان‌های هندواروپایی به‌شمار می‌رود.
کاتالان دارای درجات مختلفی شباهت به گونه‌های زبانی تحت عنوان اکسیتان دارد.

### رابطه با سایر زبان‌های رومی
طبق اتنولوگ، تشابه واژگانی بین کاتالان و سایر زبان‌های رومی به شرح زیر است: ۸۷٪ با ایتالیایی؛ ۸۵٪ با پرتغالی و اسپانیایی؛ ۷۶٪ با لادین؛ ۷۵٪ با ساردنیایی؛ و ۷۳٪ با رومانیایی.
| واژه        | کاتالان           | اکسیتان        | (کامپیدانی) ساردنیایی | ایتالیایی | فرانسوی        | اسپانیایی            | پرتغالی                        | رومانیایی         |
| ----------- | ----------------- | -------------- | --------------------- | --------- | -------------- | -------------------- | ------------------------------ | ----------------- |
| عموزاده     | cosí              | cosin          | fradili               | cugino    | cousin         | primo                | primo                          | văr               |
| برادر       | germà             | fraire         | fradi                 | fratello  | frère          | hermano              | irmão                          | frate             |
| خواهرزاده   | nebot             | nebot          | nebodi                | nipote    | neveu          | sobrino              | sobrinho                       | nepot             |
| تابستان     | estiu             | estiu          | istadi                | estate    | été            | verano, estío        | verão, estio                   | vară              |
| عصر         | vespre            | ser, vèspre    | seru                  | sera      | soir           | tarde, noche         | tarde, serão                   | seară             |
| صبح         | matí              | matin          | mangianu              | mattina   | matin          | mañana               | manhã, matina                  | dimineață         |
| ماهی تابه   | paella            | padena         | paella                | padella   | poêle          | sartén               | frigideira, fritadeira         | tigaie            |
| تخت         | llit              | lièch, lèit    | letu                  | letto     | lit            | cama, lecho          | cama, leito                    | pat               |
| پرنده       | ocell, au         | aucèl          | pilloni               | uccello   | oiseau         | ave, pájaro          | ave, pássaro                   | pasăre            |
| سگ          | gos, ca           | gos, canh      | cani                  | cane      | chien          | perro, can           | cão, cachorro                  | câine             |
| آلو         | pruna             | pruna          | pruna                 | prugna    | prune          | ciruela              | ameixa                         | prună             |
| کَره         | mantega           | bodre          | burru, butiru         | burro     | beurre         | mantequilla, manteca | manteiga                       | unt               |
| تکه         | tros              | tròç, petaç    | arrogu                | pezzo     | morceau, pièce | pedazo, trozo        | pedaço, bocado                 | bucată            |
| خاکستری     | gris              | gris           | canu                  | grigio    | gris           | gris, pardo          | cinza, gris                    | gri, sur, cenușiu |
| گرم         | calent            | caud           | callenti              | caldo     | chaud          | caliente             | quente                         | fierbinte         |
| بسیار       | massa             | tròp           | tropu                 | troppo    | trop           | demasiado            | demais, demasiado              | prea              |
| خواستن      | voler             | vòler          | bolli(ri)             | volere    | vouloir        | querer               | querer                         | a vrea            |
| گرفتن       | prendre           | prene, prendre | pigai                 | prendere  | prendre        | tomar, prender       | apanhar, levar                 | a lua             |
| نماز خواندن | pregar            | pregar         | pregai                | pregare   | prier          | orar                 | orar, rezar, pregar            | a se ruga         |
| پرسیدن      | demanar/preguntar | demandar       | dimandai, preguntai   | domandare | demander       | pedir, preguntar     | pedir, perguntar               | a cere, a întreba |
| گشتن        | cercar/buscar     | cercar         | circai                | cercare   | chercher       | buscar               | procurar, buscar               | a căuta           |
| وارد شدن    | arribar           | arribar        | arribai               | arrivare  | arriver        | llegar, arribar      | chegar                         | a ajunge          |
| سخن گفتن    | parlar            | parlar         | chistionnai, fueddai  | parlare   | parler         | hablar, parlar       | falar, palrar                  | a vorbi           |
| خوردن       | menjar            | manjar         | pappai                | mangiare  | manger         | comer                | comer (papar in slang), manjar | a mânca           |

## پراکندگی جغرافیایی
| کاتالونیای شمالی کاتالونیا آلگرو لا فرانژا والنسیا کارچه ساردینیا (ایتالیا) آراگون (اسپانیا) مورسیا (اسپانیا) فرانسه آندورا جزایر بالئاری |

به‌طور سنتی سرزمین‌های کاتالان‌زبان را گاهی سرزمین‌های کاتالان (Països Catalans) می‌نامند که مبتنی بر قرابت فرهنگی و میراث مشترک و همچنین تفسیر سیاسی است اما هیچ وضعیت رسمی ندارد. تفسیرهای مختلف از این اصطلاح ممکن است شامل برخی یا همه این مناطق باشد.
| کشور    | سرزمین               | نام کاتالان          |
| ------- | -------------------- | -------------------- |
| آندورا  | آندورا               | Andorra              |
| فرانسه  | کاتالونیای شمالی     | Catalunya Nord       |
| اسپانیا | کاتالونیا            | Catalunya            |
| اسپانیا | بخش خودمختار والنسیا | Comunitat Valenciana |
| اسپانیا | لا فرانژا            | La Franja            |
| اسپانیا | جزایر بالئاری        | Illes Balears        |
| اسپانیا | کارچه                | El Carxe             |
| ایتالیا | آلگرو                | L'Alguer             |

### شمار گویشوران
شمار افرادی که به زبان کاتالان تسلط دارند، بسته به منابع مورد استفاده متفاوت است. یک مطالعه در سال ۲۰۰۴ شمار کل گویشوران کاتالان را با تطبیق درصد گویشوران هر منطقه‌ای که کاتالان صحبت می‌کند، ۹ تا ۹٫۵ میلیون نفر برآورد کرد. وب سایت دولت کاتالونیا تخمین زده‌است که در سال ۲۰۰۴، ۹٬۱۱۸٬۸۸۲ گویشور کاتالان وجود داشته‌است. این ارقام فقط بیانگر سخنرانان بالقوه است. امروز این زبان، فقط زبان بومی ۳۵٫۶٪ از جمعیت کاتالان‌هاست. طبق اتنولوگ، کاتالان در سال ۲۰۱۲ چهار میلیون گویشور مادری و پنج میلیون گویشور دوم داشته‌است.
طبق پژوهشی در سال ۲۰۱۱ تعداد کل کاتالان‌زبانان بیش از ۹٫۸ میلیون نفر بود که ۵٫۹ میلیون نفر از آن‌ها در کاتالونیا زندگی می‌کردند. بیش از نیمی از آن‌ها به کاتالان به عنوان زبان دوم گفتگو می‌کردند و بومیان در حدود ۴٫۴ میلیون نفر بودند (در کاتالونیا بیش از ۲٫۸ میلیون نفر). شمار بسیار کمی تک‌زبانه کاتالان وجود دارد. اساساً، تقریباً همه کاتالان‌زبانان در اسپانیا دوزبانه کاتالان و اسپانیایی هستند. در کاتالونیای شمالی، امروزه فقط اقلیتی به زبان کاتالان گفتگو می‌کنند و فرانسوی زبان بیشتر ساکنان آنجا است. طبق یک نظرسنجی در سال ۲۰۱۹ توسط دولت کاتالونیا، زبان اصلی ۳۱٫۵٪ از ساکنان کاتالونیا در خانه کاتالان بود در حالی که ۵۲٫۷ درصد اسپانیایی، ۲٫۸ درصد کاتالان و اسپانیایی و ۱۰٫۸ درصد زبان‌های دیگر را انتخاب کرده بودند.
اسپانیایی بیشترین زبان گفتگو شده در بارسلونا است (طبق سرشماری زبانی که توسط دولت کاتالونیا در سال ۲۰۱۳ برگزار شد) و تقریباً همه آن را درک می‌کنند. طبق این سرشماری سال ۲۰۱۳، کاتالان در شهر ۱٬۵۰۱٬۲۶۲ نفری نیز گفتگو می‌شود: ۹۵٪ مردم آن را درک می‌کنند، ۷۲٫۳٪ از بالای ۲ سالان می‌توانستند با آن صحبت کنند (۱٬۱۳۷٬۸۱۶)، ۷۹٪ می‌توانند آن را بخوانند (۱٬۲۴۶٫۵۵۵) و ۵۳٪ می‌توانند آن را بنویسند (۸۳۵٬۰۸۰). ۷۲٫۳ درصدی که در بارسلونا می‌توانستند به کاتالان صحبت کند نسبت به کل جمعیت کاتالان‌ها کمتر است و در کل ۸۱٫۲٪ از افراد بالای ۱۵ سال می‌توانستند به این زبان صحبت می‌کنند. دانش کاتالان به لطف سامانه آموزشی در دهه‌های اخیر به میزان قابل توجهی افزایش یافته‌است. یک ویژگی مهم اجتماعی زبان کاتالان این است که تمام مناطقی که در آن تکلم می‌شود در عمل دوزبانه هستند: در روسیون همراه با زبان فرانسوی، در آلگرو با ایتالیایی، در آندورا با اسپانیایی و فرانسوی و در بقیه مناطق با اسپانیایی.
| سرزمین                   | کشور                     | فهم        | صحبت      |
| ------------------------ | ------------------------ | ---------- | --------- |
| کاتالونیا                | اسپانیا                  | ۶٬۵۰۲٬۸۸۰  | ۵٬۶۹۸٬۴۰۰ |
| بخش خودمختار والنسیا     | اسپانیا                  | ۳٬۴۴۸٬۷۸۰  | ۲٬۴۰۷٬۹۵۱ |
| جزایر بالئاری            | اسپانیا                  | ۸۵۲٬۷۸۰    | ۷۰۶٬۰۶۵   |
| روسیون                   | فرانسه                   | ۲۰۳٬۱۲۱    | ۱۲۵٬۶۲۱   |
| آندورا                   | آندورا                   | ۷۵٬۴۰۷     | ۶۱٬۹۷۵    |
| لا فرانژا (آراگون)       | اسپانیا                  | ۴۷٬۲۵۰     | ۴۵٬۰۰۰    |
| آلگرو (ساردینیا)         | ایتالیا                  | ۲۰٬۰۰۰     | ۱۷٬۶۲۵    |
| کارچه (مورسیا)           | اسپانیا                  | نامشخص     | نامشخص    |
| کل سرزمین‌های کاتالان‌زبان | کل سرزمین‌های کاتالان‌زبان | ۱۱٬۱۵۰٬۲۱۸ | ۹٬۰۶۲٬۶۳۷ |
| سایر جهان                | سایر جهان                | نامشخص     | ۳۵۰٬۰۰۰   |
| کل                       | کل                       | ۱۱٬۱۵۰٬۲۱۸ | ۹٬۴۱۲٬۶۳۷ |

#### میزان تسلط
| حوزه                | صحبت | فهمیدن | خواندن | نوشتن |
| ------------------- | ---- | ------ | ------ | ----- |
| کاتالونیا           | ۸۱٫۲ | ۹۴٫۴   | ۸۵٫۵   | ۶۵٫۳  |
| والنسیا             | ۵۷٫۵ | ۷۸٫۱   | ۵۴٫۹   | ۳۲٫۵  |
| جزایر بالئاری       | ۷۴٫۶ | ۹۳٫۱   | ۷۹٫۶   | ۴۶٫۹  |
| روسیون              | ۳۷٫۱ | ۶۵٫۳   | ۳۱٫۴   | ۱۰٫۶  |
| آندورا              | ۷۸٫۹ | ۹۶٫۰   | ۸۹٫۷   | ۶۱٫۱  |
| لا فرانژا در آراگون | ۸۸٫۸ | ۹۸٫۵   | ۷۲٫۹   | ۳۰٫۳  |
| آلگرو               | ۶۷٫۶ | ۸۹٫۹   | ۵۰٫۹   | ۲۸٫۴  |

#### استفاده اجتماعی
| حوزه                | در خانه | بیرون از خانه |
| ------------------- | ------- | ------------- |
| کاتالونیا           | ۴۵      | ۵۱            |
| والنسیا             | ۳۷      | ۳۲            |
| جزایر بالئاری       | ۴۴      | ۴۱            |
| روسیون              | ۱       | ۱             |
| آندورا              | ۳۸      | ۵۱            |
| لا فرانژا در آراگون | ۷۰      | ۶۱            |
| آلگرو               | ۸       | ۴             |

#### زبان مادری
| حوزه                | مردم      | درصد  |
| ------------------- | --------- | ----- |
| کاتالونیا           | ۲٬۸۱۳٬۰۰۰ | ۳۸٫۵٪ |
| والنسیا             | ۱٬۰۴۷٬۰۰۰ | ۲۱٫۱٪ |
| جزایر بالئاری       | ۳۹۲٬۰۰۰   | ۳۶٫۱٪ |
| آندورا              | ۲۶۰۰۰     | ۳۳٫۸٪ |
| لا فرانژا در آراگون | ۳۳۰۰۰     | ۷۰٫۲٪ |
| روسیون              | ۳۵۰۰۰     | ۸٫۵٪  |
| آلگرو               | ۸۰۰۰      | ۲۰٪   |
| جمع                 | ۴٬۳۵۳٬۰۰۰ | ۳۱٫۲٪ |

## واج‌شناسی
کاتالان مرکزی گونه معیار این زبان محسوب می‌شود و بیشترین تعداد گویشور را دارد. این گویش در مناطق پرجمعیت استان بارسلون، نیمه شرقی استان تاراگونا و بیشتر استان خیرونا رایج است.

### واکه‌ها

واکه‌های کاتالان معیار شرقی

کاتالان سیستم واکه‌ای معمولی لاتین عامیانه را با هفت واج فشاری /a ɛ e i ɔ o u/ به ارث برده‌است که ویژگی مشترک همه زبان‌های رومی غربی به جز اسپانیایی است. بالئاری همچنین مواردی از استرس /ə/ را دارد. گویش‌ها در کاهش واکه‌ای،  و میزان بروز جفت /ɛ e/ متفاوت هستند.

### همخوان‌ها
|         |        | دولبی | لثوی /دندانی                           | کامی                                    | نرم‌کامی |
| ------- | ------ | ----- | -------------------------------------- | --------------------------------------- | ------- |
| خیشومی  | خیشومی | m     | n                                      | ɲ                                       | ŋ       |
| انسدادی | بی‌واک  | p     | Error: {{آوا}}: برچسب زبان ناشناخته: t̪ | c ~ k                                   | c ~ k   |
| انسدادی | واک‌دار | b     | Error: {{آوا}}: برچسب زبان ناشناخته: d̪ | ɟ ~ ɡ                                   | ɟ ~ ɡ   |
| انسایشی | بی‌واک  |       | ts                                     | Error: {{آوا}}: برچسب زبان ناشناخته: tɕ |         |
| انسایشی | واک‌دار |       | dz                                     | Error: {{آوا}}: برچسب زبان ناشناخته: dʑ |         |
| سایشی   | بی‌واک  | f     | s                                      | Error: {{آوا}}: برچسب زبان ناشناخته: ɕ  |         |
| سایشی   | واک‌دار | (v)   | z                                      | Error: {{آوا}}: برچسب زبان ناشناخته: ʑ  |         |
| ناسوده  | مرکزی  |       |                                        | j                                       | w       |
| ناسوده  | کناری  |       | l                                      | ʎ                                       |         |
| زنشی    | زنشی   |       | ɾ                                      |                                         |         |
| لرزشی   | لرزشی  |       | r                                      |                                         |         |

## گویش‌ها

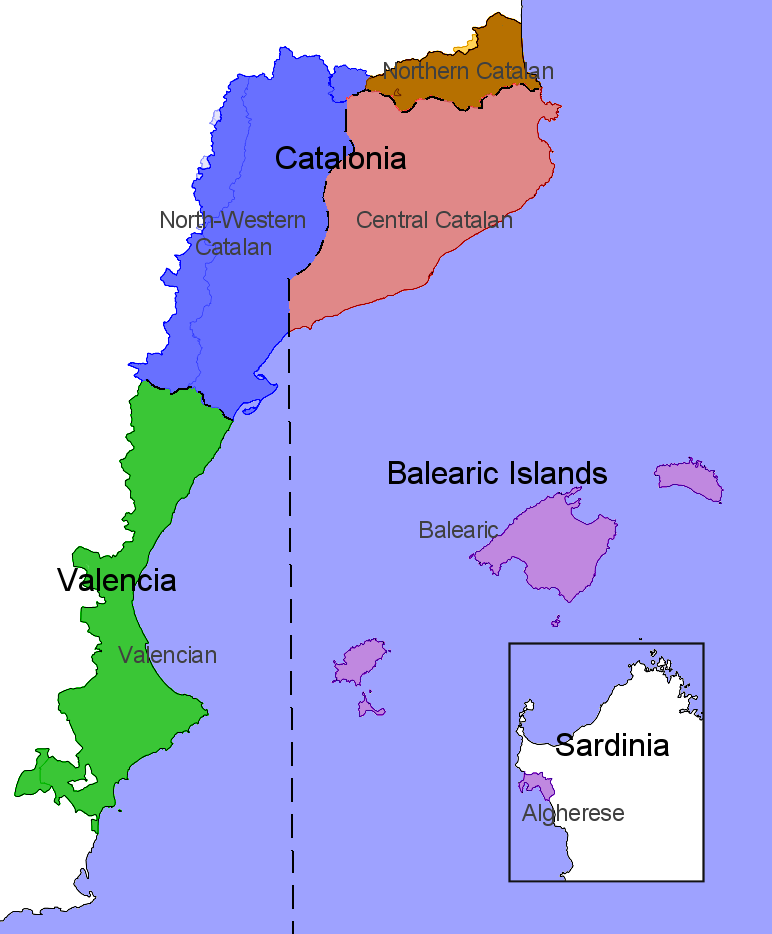
گویش‌های اصلی کاتالان

گویشهای زبان کاتالان، به ویژه هنگامی که با سایر زبان‌های رومی مقایسه شوند، از نظر واژگان، معناشناسی، نحو، صرف و واج‌شناسی از یکنواختی نسبی برخوردارند. درک متقابل بین گویش‌ها بسیار زیاد است، و برآورد می‌شود میان ۹۰٪ تا ۹۵٪ باشد. تنها استثنا گویش منحصر به فرد آلگری است.
کاتالان به دو بلوک گویشی عمده تقسیم شده‌است: کاتالان شرقی و کاتالان غربی. تفاوت اصلی در ادای بدون استرس a و e است که در گویش‌های شرقی به /ə/ ادغام شده‌اند، اما در گویش‌های غربی به صورت /a/ و /e/ متمایز باقی مانده‌اند.  چند تفاوت دیگر در تلفظ، ریخت‌شناسی کلامی و واژگان وجود دارد.
کاتالان غربی شامل دو گویش شمال غربی و والنسیایی است. کاتالان شرقی شامل چهار گویش: مرکزی، بالئاری، شمالی و آلگری است. هر گویش را می‌توان به چندین زیرشاخه تقسیم کرد. اصطلاحات «کاتالان» و «والنسیایی» (به ترتیب در کاتالونیا و بخش خودمختار والنسیا استفاده می‌شود) دو گونه از یک زبان هستند. دو سازمان سازمان پژوهش‌های کاتالان در کاتالونیا و آکادمی زبان والنسیایی در جامعه والنسیا دو گونه معیار کاتالان را تنظیم می‌کنند.
کاتالان مرکزی گونه معیار زبان محسوب می‌شود و بیشترین تعداد گویشور را دارد. این گویش در مناطق پرجمعیت استان بارسلون، نیمه شرقی استان تاراگونا و بیشتر استان خیرونا گفتگو می‌شود.
گویش‌های اصلی کاتالان به شرح زیرند:
| دسته  | کاتالان غربی                                          | کاتالان غربی                | کاتالان شرقی                                       | کاتالان شرقی  | کاتالان شرقی     | کاتالان شرقی          |
| گویش  | شمال‌غربی                                              | والنسیایی                   | مرکزی                                              | بالئاری       | شمالی            | آلگری                 |
| منطقه | اسپانیا، آندورا                                       | اسپانیا                     | اسپانیا                                            | اسپانیا       | فرانسه           | ایتالیا               |
| منطقه | آندورا، استان‌های لریدا، نیمه غربی تاراگونا، لا فرانژا | بخش خودمختار والنسیا، کارچه | استان‌های بارسلون، نیمه شرقی تاراگونا، بیشتر خیرونا | جزایر بالئاری | کاتالونیای شمالی | شهر آلگرو در ساردینیا |

## سامانه نوشتاری
| اشکال اصلی       | A | B | C | D | E   | F | G | H | I   | J | K | L   | M | N | O   | P | Q | R | S | T | U   | V | W | X | Y | Z |  |
| گونه‌های اصلاح‌شده | À |   | Ç |   | È É |   |   |   | Í Ï |   |   | L·L |   |   | Ò Ó |   |   |   |   |   | Ú Ü |   |   |   |   |   |  |

کاتالان از خط لاتین با برخی نمادهای اضافی استفاده می‌کند. املای کاتالان منظم و اساساً بر پایه واج‌شناسی است.  معیارسازی کاتالان از جمله مباحث نخستین کنگره بین‌المللی زبان کاتالان در اکتبر ۱۹۰۶ در بارسلونا بود. سپس بخش فلسفی انستیتو مطالعات کاتالان (IEC، تأسیس در ۱۹۱۱) روزنامه Normes ortogràfiques را در سال ۱۹۱۳ به راهنمایی آنتونی ماریا آلکوور و پومپئو فابرا منتشر کرد. در سال ۱۹۳۲، نویسندگان و روشنفکران والنسیایی در کاستلین گرد هم آمدند تا Normes de Castelló را تصویب کنند که مجموعه‌ای از دستورالعمل‌ها به دنبال هنجارهای زبان کاتالان پمپئو فابرا بود.

## دستور زبان
دستور زبان کاتالان مانند سایر زبان‌های رومی است. ویژگی‌های آن عبارتند از: 
- استفاده از حرف تعریف مشخص و نامشخص.[۵۵]
- اسم، صفت، ضمیر، و حروف تعریف برای جنس‌ها (مردانه و زنانه) و شمارها (مفرد و جمع) صرف می‌شوند. در آن انعطاف حالتی وجود ندارد، مگر در ضمایر.[۵۵]
- افعال برای شخص، شمار، زمان، نمود و وجه دستوری صرف می‌شوند (از جمله التزامی).[۵۵]
- هیچ فعل وجهی وجود ندارد.[۵۵]
- ترتیب واژگان در جمله از انگلیسی آزادتر است.[۵۵]

## متن نمونه
متن از رمان «یک رابطه عاشقانه در خارج از شهر» (۱۹۷۰) از مانوئل دو پدرولو.
| کاتالان                                               | فارسی                                                       |
| ----------------------------------------------------- | ----------------------------------------------------------- |
| Tenia prop de divuit anys quan vaig conèixer          | حدود ۱۸ سال داشتم که با                                     |
| en Raül, a l'estació de Manresa.                      | رائول در ایستگاه راه‌آهن مانرسا آشنا شدم.                    |
| El meu pare havia mort, inesperadament i encara jove, | پدرم، به‌طور غیرمنتظره‌ای در جوانی                            |
| un parell d'anys abans, i d'aquells temps             | چند سال پیش از آن زمان در گذشته بود                         |
| conservo un record de punyent solitud.                | من هنوز خاطراتی از آن تنهایی بزرگ را در دل خود نگه داشته‌ام. |
| Les meves relacions amb la mare                       | رابطه من با مادرم                                           |
| no havien pas millorat, tot el contrari,              | بهبود نیافته بود و کاملاً برعکس                              |
| potser fins i tot empitjoraven                        | روز به روز بدتر هم می‌شد.                                    |
| a mesura que em feia gran.                            | همان‌طور که بزرگ می‌شدم                                       |
| No existia, no existí mai entre nosaltres,            | هیچ وقت بین ما                                              |
| una comunitat d'interessos, d'afeccions.              | علاقه یا حس مشترکی وجود نداشته‌است                           |
| Cal creure que cercava... una persona                 | حدس می‌زنم دنبال یک شخص بودم                                 |
| en qui centrar la meva vida afectiva.                 | که او را کانون زندگی عاطفی خود قرار دهم.                    |